# Лека атлетика
Леката атлетика представлява съвкупност от различни видове спорт, които включват бягане, хвърляне и скокове. Тя е основна олимпийска дисциплина и от 1896 година е включена в програмата на летните олимпийски игри. Името ѝ идва от старогръцката дума ἀθλέω, която означава „състезавам се за награда“.
Висш ръководен орган, регулиращ провеждането на състезания и развитието на леката атлетика като вид спорт е Международната асоциация на лекоатлетическите федерации (IAAF), която е създадена през 1912 година в Стокхолм и понастоящем включва 213 национални федерации. Под ръководството на IAAF се организират Световните първенства на открито и в зала, както и състезанията по лека атлетика в рамките на Олимпийските игри. Европейските първенства се организират под егидата на Европейската асоциация по лека атлетика (EAA). В България главен организационен и управленски орган е Българската федерация по лека атлетика (БФЛА).

## История

### В древността
Атлетическите упражнения са познати още в античността, състезанията по бягане, ходене, скачане, хвърляне са сред най-старите от всички спортове. За това свидетелстват много статуи и рисунки. Най-ранните извори са изображенията в древноегипетските гробници в Сакара отпреди повече от 2250 г. пр.н.е., представляващи илюстрации на бягане на фестивала Сед, и високи скокове.
За официално начало на леката атлетика като спорт се приемат състезанията по бягане на първите Олимпийски игри в Древна Гърция през 776 г. пр.н.е. По-късно (708 г. пр.н.е.) към състезанията се включват хвърляне и скачане в рамките на пентатлона.

### Съвременна лека атлетика
Счита се, че съвременната лека атлетика води началото си от състезанията по бягане в английските колежи през 19 век, като няколко учебни заведения си оспорват първенството. Така например през 1837 година се провеждат състезания по бягане на около 2 километра в колежа в град Ръгби, които дават началото на състезания и в много други английски колежи. По-късно са включени състезания на по-кратки разстояния, бягане с препятствия, хвърляне на тежести, а през 1851 година и скокове на височина и на дължина. През 1864 година между Оксфорд и Кембридж се провеждат първите съревнования, които по-късно стават ежегодни. Първите съвременни лекоатлетически състезания на закрито се провеждат през 1863 г. в Лондон.
В 1865 г. е основан Лондонският атлетически клуб., популяризиращ леката атлетика, провеждащ съревнования и наблюдаващ за спазване на статута на любителските състезания. Любителската атлетическа асоциация е организирана в 1880 г.
Малко по-късно започва да се развива леката атлетика в САЩ (атлетическият клуб в Ню Йорк е организиран в 1868 г., а студентският спортен съюз – в 1875 г.), като добива широко разпространение в университетите. Това обезпечава в следващите години (до 1952 г.) водещото положение на американските лекоатлети в света. Около 1880 – 1890 г. в много страни по света са създадени любителски лекоатлетически асоциации. Широкото развитие на съвременната лека атлетика е свързано с възраждането на олимпийските игри през 1896 г.
Началото на разпространението на леката атлетика в Русия е положено в 1888 г., когато в близост до Петербург е организиран спортен кръжок. В същата година там е проведено първото в Русия съревнование по бягане. Първото първенство по лека атлетика се провежда в 1908 г. В него взимат участие около 50 спортисти.

## Организация
Най-висш ръководен орган, регулиращ провеждането на състезания и занимаващ се с развитието на леката атлетика като вид спорт, е Международната асоциация на лекоатлетическите федерации (ИААФ). ИААФ определя международните правила за провеждане на съревнования и води общ рейтинг на спортистите лекоатлети. Основните състезания, провеждани под егидата на ИААФ са състезанията по лека атлетика в програмата на Олимпийските игри, както и световните шампионати на открито и в зала.

## Правила

### Общи
За победител в състезание по лека атлетика се обявява атлета или отбора, които са показали най-добър резултат във финалното състезание или във финалните опити на техническите дисциплини в рамките на правилата им.
Първенствата в беговите видове лека атлетика (обикновено на стадион) се провеждат на няколко етапа: квалификация, ¼ финал, ½ финал. В резултат на пресяването, се определят останалите състезатели (отбори), които участват на финала. Броят на участниците се определя от регламента на състезанието. Например на Олимпийските игри, във всяка дисциплина една страна може да бъде представена минимум от един участник и максимум трима (при условие, че са покрили предварителния норматив). В щафетните бягания всяка страна е представена от един отбор. В кроса, маратона, спортното ходене и многобоя има само общ финал за всички участници.

### Дисциплини
Дисциплините на Олимпийските игри се делят на бягане, бягане с препятствия, щафета, скок дължина, троен скок,скок височина, овчарски скок, хвърляне на копие, хвърляне на диск, хвърляне на чук, тласкане на гюле, спортно ходене 20 и 50 км, многобой – седмобой и десетобой,
| Дисциплина в програмата  | Олимпийски игри | Олимпийски игри | Летни световни първенства | Летни световни първенства | Световни първенства в зала | Световни първенства в зала |
| Бягане                   | Мъже            | Жени            | Мъже                      | Жени                      | Мъже                       | Жени                       |
| 100 метра                | 1896            | 1928            | 1983                      | 1983                      |                            |                            |
| 200 метра                | 1900            | 1948            | 1983                      | 1983                      | 1985                       | 1985                       |
| 400 метра                | 1896            | 1964            | 1983                      | 1983                      | 1985                       | 1985                       |
| 800 метра                | 1896            | 1928            | 1983                      | 1983                      | 1985                       | 1985                       |
| 1500 метра               | 1896            | 1972            | 1983                      | 1983                      | 1985                       | 1985                       |
| 5000 метра               | 1912            | 1988            | 1983                      | 1995                      |                            |                            |
| 10 000 метра             | 1912            | 1984            | 1983                      | 1987                      |                            |                            |
| Маратон                  | 1896            | 1984            | 1983                      | 1983                      |                            |                            |
| 110 метра с препятствия  | 1896            |                 | 1983                      |                           |                            |                            |
| 100 метра с препятствия  |                 | 1932            |                           | 1983                      |                            |                            |
| 400 метра с препятствия  | 1900            | 1984            | 1983                      | 1983                      |                            |                            |
| 3000 метра с препятствия | 1920            | 2008            | 1983                      | 2007                      |                            |                            |
| Щафета 4 х 100           | 1912            | 1928            | 1983                      | 1983                      |                            |                            |
| Щафета 4 х 400           | 1912            | 1972            | 1983                      | 1983                      | 1991                       | 1991                       |
| Технически               |                 |                 |                           |                           |                            |                            |
| Скок дължина             | 1896            | 1948            | 1983                      | 1983                      | 1985                       | 1985                       |
| Троен скок               | 1896            | 1996            | 1983                      | 1993                      | 1985                       | 1991                       |
| Скок височина            | 1896            | 1928            | 1983                      | 1983                      | 1985                       | 1985                       |
| Овчарски скок            | 1896            | 1996            | 1983                      | 1999                      | 1985                       | 1997                       |
| Хвърляне на копие        | 1908            | 1932            | 1983                      | 1983                      |                            |                            |
| Хвърляне на диск         | 1896            | 1928            | 1983                      | 1983                      |                            |                            |
| Хвърляне на чук          | 1900            | 2000            | 1983                      | 1999                      |                            |                            |
| Тласкане на гюле         | 1896            | 1932            | 1983                      | 1983                      | 1985                       | 1985                       |
| Спортно ходене           |                 |                 |                           |                           |                            |                            |
| 20 километра             | 1956            | 2000            | 1983                      | 2000                      |                            |                            |
| 50 километра             | 1932            |                 | 1980                      |                           |                            |                            |
| Многобой                 |                 |                 |                           |                           |                            |                            |
| Десетобой                | 1912            |                 | 1983                      |                           |                            |                            |
| Седмобой                 |                 | 1984            |                           | 1983                      |                            |                            |
| Неолимпийски             |                 |                 |                           |                           |                            |                            |
| 60 метра                 |                 |                 |                           |                           | 1985                       | 1985                       |
| 60 метра с препятствия   |                 |                 |                           |                           | 1985                       | 1985                       |
| 3000 метра               |                 | 1984            |                           | 1980                      | 1985                       | 1985                       |
| Седмобой                 |                 |                 |                           |                           | 1993                       |                            |
| Петобой                  | 1908            | 1964            |                           |                           |                            | 1993                       |

Леката атлетика се отнася към консервативните видове спорт – програмата на мъжките дисциплини в програмата на Олимпийските игри (24 вида) не е променяна от 1956 г. В програмата на женските дисциплини влизат 23 вида. Единствената разлика е спортното ходене на 50 километра, което липсва в женския списък.
Програмата на шампионатите в зала се състои от 26 вида (13 мъжки и 13 женски).

## Лека атлетика в България
Леката атлетика е известна като „царицата“ на спортовете и има дълбоки корени и традиции в България. Страната има множество титли от балкански, европейски и световни първенства, както и от Олимпийски игри.
Организираната лека атлетика в България се ражда официално на 24 май 1924 г. През тази година е създадена Българската федерация по лека атлетика. На проведените по това време състезания за определяне на олимпийския състав за игрите в Париж са поставени и първите национални рекорди. С имената на Григорий Педан, Камен Ганчев и Любен Дончев са свързани първите български международни успешни прояви.

### Носители на Златни олимпийски медали
- Иванка Христова – тласкане на гюле,
- Христо Марков – троен скок,
- Йорданка Донкова – 100 м бягане с препятствия,
- Стефка Костадинова – скок височина
- Тереза Маринова – троен скок

### Световни рекордьори
- Йорданка Благоева – висок скок: 194 см на открито (1972 г.), 192 см в зала (1974 г. в Ротердам)
- Мария Вергова-Петкова – диск: 71,80 м (15 юли 1980 г. в Солун)
- Антоанета Тодорова-Селенска – копие: 71,88 м (15 август 1981 г. в Загреб)
- Людмила Жечева-Андонова – висок скок: 207 см (1984 г. в Берлин)
- Стефка Костадинова – висок скок: 2 пъти: 208 см (30 май 1986 г. в София) и 209 см (30 август 1987 г. в Рим – настоящ световен рекорд)
- Йорданка Донкова – 100 м с преп.: 12,21 сек (21 август 1988 г. в Стара Загора)

### Бележити български лекоатлети
- Анелия Нунева – 60 м, 100 м, 200 м. Сребърни медали: на 60 м – през 1984 г. от Европейското първенство на закрито в Гьотеборг, през 1987 г. в зала на Световното първенство в Индианаполис и на Европейското във Франция, през 1992 на Европейското първенство в Генуа, Европейското първенство в зала в Лиевен (1987); през 1986 г. на Европейското първенство в Щутгарт – на 100 метра и 4 х 100 м. Бронзов медал с щафетата 4 х 100 м през 1994 г. на Европейското първенство в Хелзинки. Неподобрен републикански рекорд 22,01 сек. от 1987 г.
- Атанас Търев – овчарски скок. Европейски шампион в зала.
- Георги Стойковски - троен скок. Първият български европейски шампион (1966).[10].
- Гинка Загорчева – 100 м бягане с препятствия. Златен медал от Световното първенство през 1987 г.
- Евгени Игнатов – средни и дълги бягания. Актуален национален рекордьор на 1500, 3000 и 5000 м за мъже и младежи под 23 г.; на 2000 и 10 000 м за мъже; на 1500, 2000 и 3000 м за мъже в зала (1982 – 1988). Участник на две олимпиади – 1988 г. в Сеул на 5000 и 1000 м и 1992 г. в Барселона на 5000 м. Европейски вицешампион в зала в Гренобъл (1986). Шесто място на световния шампионат в Рим (1987) и четвърти места от европейските първенства в Атина (1982) и Щутгарт (1986) на 5000 м.
- Ивет Лалова – 100 м, 200 м. Европейска шампионка за девойки до 19 г. на 100 и 200 м през 2003 г. в Тампере; национален рекорд на 100 метра – 10,77 сек. (2004) – шеста във вечната световна и втора във вечната европейската ранглиста; европейска шампионка на 200 м в зала в Мадрид с 22,91 сек. – нов национален рекорд (2005); победа на 100 м на турнира „Златният шпайк“ в Острава с 11,03 сек. – с който резултат излиза на второ място в годишната ранглиста; Републиканска шампионка на 100 м през 2004, 2005 и 2009 година; Европейска шампионка на 100 м гладко бягане в Хелзинки (2012).
- Николай Антонов – 100 м, 200 м. Световен шампион на 200 м в зала през 1991 г.
- Николина Щерева – 800 и 1500 м. Златен медал за Световната купа през 1979 г.; сребърен медал на Олимпийските игри през 1976 г. в Монреал; 2 златни медала на Европейските първенства в зала (1976 и 1979) и бронзов медал от Европейското първенство в зала през 1981 г. – всички на 800 м. В България тя печели 14 национални титли на открито и 7 на закрито и е все още национална рекордьорка на 800 метра.
- Петър Петров – 100 м, 200 м. Бронзов медал от Олимпиадата в Москва през 1980 г.
- Ростислав Димитров – троен скок. Световен вицешампион от Световното първенство през 1999 г. в Севиля.
- Светла Златева – 400 м, 800 м. Бронзов медал на 800 м от зимното Европейско първенство в Гренобъл през 1972 г.; През 1973 г. – 4 световни рекорда: на 800 м – в зала в София (2:03,2 мин.) и на закрито в Лион – (2:02,9 мин.); на 3 х 800 м – (6:04) мин. и на 4 х 800 м (8:08,6 мин.) в София; златен медал на Балканиадата в Атина; бронзов медал за Купата на Европа в Единбург. През 1981 г. – сребърен медал на Европейското първенство в зала в Гренобъл. На Световно първенство за ветерани във Верона печели сребро на 400 м и бронз на 200 м
- Тотка Петрова – 800 м, 1500 м (ненадминат републикански рекорд 3:57,4 мин. от август 1979 г.). През 1977 г. – 3 златни медала: за Световната купа на 800 м и в Лятната универсиада на 800 и 1500 м.
- Цветанка Христова – диск. Златен медал от световното първенство през 1991 г. в Токио.

### Бележити български треньори по лека атлетика
Николай Гемижев
- проф. Михаил Бъчваров
- проф. Петър Бонов
- Георги Мляков
- Константин Миланов
- Лиляна Видева
- Чавдар Чендов
- Константин Ковачев

### Известни атлети (българи)
- Инна Ефтимова – 100/200 м
- Даниела Йорданова – 1500 м/3000 м
- Ивет Лалова – 100 м/200 м
- Николай Атанасов – скок дължина
- Ваня Стамболова – 400 м пр; 400 м
- Венелина Венева – висок скок
- Мирела Демирева – висок скок
- Галина Николова – 100 м; 200 м
- Виктор Нинов – висок скок
- Карин Околие – 100 м/200 м
- Габриела Петрова – троен скок
- Георги Цонов – троен скок